# Châteauroux Classic de l'Indre 2009
La Châteauroux Classic de l'Indre 2009, sesta edizione della corsa e valida come evento dell'UCI Europe Tour 2009 categoria 1.1, si svolse il 30 agosto 2009 su un percorso di 201,8 km. Fu vinta dal francese Jimmy Casper che terminò la gara in 4h11'04", alla media di 48,22 km/h.
Al traguardo 137 ciclisti portarono a termine il percorso.

## Ordine d'arrivo (Top 10)
| Pos. | Corridore           | Squadra       | Tempo    |
| ---- | ------------------- | ------------- | -------- |
| 1    | Jimmy Casper        | Besson Chau.  | 4h11'04" |
| 2    | Romain Feillu       | Agritubel     | s.t.     |
| 3    | Anthony Ravard      | Agritubel     | s.t.     |
| 4    | Cyril Lemoine       | Skil-Shimano  | s.t.     |
| 5    | Danilo Hondo        | PSK Whirlpool | s.t.     |
| 6    | Stéphane Bonsergent | Bretagne      | s.t.     |
| 7    | Michael Mørkøv      | Saxo Bank     | s.t.     |
| 8    | Sebastian Siedler   | Vorarlberg    | s.t.     |
| 9    | Klaas Lodewyck      | Topsport Vl.  | s.t.     |
| 10   | Takashi Miyazawa    | EQA-Meitan    | s.t.     |